# Élections municipales saoudiennes de 2015
Pour des articles plus généraux, voir Élections en Arabie saoudite et Politique en Arabie saoudite.
Les élections municipales saoudiennes de 2015 se sont tenues le samedi 12 décembre, à l'issue d'une campagne électorale ouverte le dimanche 29 novembre. Il s'agit du premier scrutin ouvert aux femmes en Arabie saoudite.
Les droits de vote et d'éligibilité avaient été accordés aux femmes en 2011 par le roi Abdallah, mais n'avaient pas encore été appliqués puisqu'il n'y avait pas eu d'élections entre 2011 et 2015. Pour l'occasion, 130 600 femmes se sont inscrites sur les listes électorales selon les chiffres officiels, contre 1,35 million d'hommes.
Parmi les candidatures validées, il y avait 5 938 hommes et 978 femmes. Les candidates n'avaient le droit de s'exprimer en public que si elles étaient cachées derrière une cloison, et pouvaient aussi passer par un porte-parole masculin.
Au moins 14 femmes ont été élues conseillères municipales lors de ce scrutin. 